# Copa dos Campeões do Espírito Santo de 2014
A Copa dos Campeões do Espírito Santo de 2014, oficialmente Copa dos Campeões do Espírito Santo Banestes de 2014 por motivos de patrocínio, também denominada  Copa dos Campeões Capixabas de 2014 foi a segunda edição do torneio estadual realizado anualmente pela Federação de Futebol do Estado do Espírito Santo (FES).
O torneio foi realizado em partida única na cidade de Vitória, pois o Engenheiro Alencar Araripe passava por reformas como troca do gramado. a partida ocorreu no Estádio Salvador Costa. O jogo foi vencido pela Desportiva por de 2 a 1.

## Participantes
| Clube         | Cidade       | Classificação                          | Participação |
| ------------- | ------------ | -------------------------------------- | ------------ |
| Desportiva    | Cariacica    | Campeão da Campeonato Capixaba de 2013 | 2ª           |
| Real Noroeste | Águia Branca | Campeão do Copa Espírito Santo de 2013 | 1ª           |

## Final
| 11 de janeiro | Desportiva              | 2 – 1     | Real Noroeste | Estádio Salvador Venâncio da Costa, Vitória |
| 16:00 (UTC-3) | Regílson 6' · David 44' | Relatório | Vitinho 13'   | Árbitro: BRA Devarly do Rosário             |

## Premiação
| Copa dos Campeões do Espírito Santo 2014 |
| Cariacica                                |
| ---------------------------------------- |
| Desportiva Campeã (1° título)            |